# Cameronaspis orchidarum
Cameronaspis orchidarum är en insektsart som först beskrevs av Ferris 1955.  Cameronaspis orchidarum ingår i släktet Cameronaspis och familjen pansarsköldlöss. Inga underarter finns listade i Catalogue of Life.